# Stormen i Skottland 1968
Stormen i Skottland 1968  eller orkanen Low Q var en svår storm, som härjade i Skottland i mitten av januari 1968. Den beskrivs som en av de värsta naturkatastroferna i centrala Skottland sedan man började mäta, och den värsta kulingstormen som Storbritannien någonsin skådat. Vissa menar att skadan var jämförelsebar med Clydebankblitzen 1941. 20 människor omkom i stormen, 9 av dem i Glasgow. 700 personer blev tillfälligt hemlösa.
En vindstyrka på 134 engelska mil (216 kilometer) i timmen noterades vid Great Dun Fell i Cumbria, England. Det var då den starkaste vind som någonsin uppmätts i Storbritannien, och rekordet slogs 1986, då hastigheten 173 engelska mil (278 kilometer) uppmättes vid Cairn Gorm.

## Bakgrund
Bakgrunden var en kallfront utanför Bermuda den 13 januari 1968. Den rörde sig norr om Azorerna dagen därpå. 24 timmar senare hade stormen nått Centralskottland. Stormen fortsatte sedan röra sig i Europa innan den avtog runt 18 januari 1968.

## Övriga Europa
Från Köpenhamn meddelades att åtta personer dödats av stormen i Danmark.

### Fotnoter
1. ↑  ”Destroyed by a devastating blow EVENT: Hurricane Low Q, January 1968”. Herald Scotland. 5 januari 2002. http://www.heraldscotland.com/sport/spl/aberdeen/destroyed-by-a-devastating-blow-event-hurricane-low-q-january-1968-1.162880. Läst 20 mars 2012.
2. 1 2  ”The Great Storm of 1968”. SunnyGovan. Arkiverad från originalet den 3 februari 2013. https://archive.is/20130203062612/http://www.sunnygovan.com/PLACES/Gal5/GreatStormOf1968.html. Läst 20 mars 2012.
3. 1 2 3  ”The Glasgow 'Hurricane'”. Weatheronline. http://www.weatheronline.co.uk/cgi-app/reports?ARCHIV=0&LANG=en&MENU=Extra&JJ=2008&MM=01&TT=21&FILE=extra_ne.tit. Läst 20 mars 2012.
4. ↑  ”20 dead: Scots start mop-up”. The Age. 17 januari 1968. http://news.google.com/newspapers?id=9XwQAAAAIBAJ&sjid=gZMDAAAAIBAJ&pg=5233,2231819&dq=glasgow+storm&hl=en. Läst 20 mars 2012.
5. 1 2  ”New Killer Gusts Rush Britain”. The Milwaukee Journal. 16 januari 1968. http://news.google.com/newspapers?id=KxsqAAAAIBAJ&sjid=BCgEAAAAIBAJ&pg=7332,47151&dq=glasgow+storm&hl=en. Läst 20 mars 2012.[död länk]
6. ↑  ”Great Glasgow Storm – Monday 15 January 1968”. Met Office. Arkiverad från originalet den 27 februari 2014. https://web.archive.org/web/20140227072049/http://www.metoffice.gov.uk/media/pdf/o/5/Great_Glasgow_Storm_-_15_January_1968.pdf. Läst 20 mars 2012.
7. ↑  ”Winds Batter Scotland; Toll Is 20 – Glasgow Hard Hit – Snow Falls in Mideast Storms Lash Europe, Mideast; Scotland Hard Hit”. The New York Times. 16 januari 1968. https://www.nytimes.com/1968/01/16/archives/winds-batter-scotland-toll-is-20-glasgow-hard-hit-snow-falls-in.html. Läst 20 mars 2012.
8. ↑  ”High Winds Threaten Britain”. Reading Eagle. 16 januari 1968. http://news.google.com/newspapers?id=ViArAAAAIBAJ&sjid=758FAAAAIBAJ&pg=6395,105166&dq=glasgow+storm&hl=en. Läst 20 mars 2012.
9. ↑  ”Weather extremes”. Met Office. Arkiverad från originalet den 20 mars 2012. https://www.webcitation.org/66Jce6VxM?url=http://www.metoffice.gov.uk/climate/uk/extremes/. Läst 20 mars 2012.
10. ↑  ”Second Gale Nears U.K.”. The Sun. 16 januari 1968. http://news.google.com/newspapers?id=pJZlAAAAIBAJ&sjid=vooNAAAAIBAJ&pg=2547,8927&dq=uk+storm&hl=en. Läst 20 mars 2012.